# Camargoia
Camargoia é um gênero de abelha sem ferrão existe na América do sul, mais especificamente na região norte da Amazônia até a região do nordeste do Brasil descrito por Moure em 1989.
Existem por volta de 500 espécies de abelhas sem ferrão no mundo catalogadas em diversos gêneros diferentes. Muitas espécies ainda não foram descobertas e outras estão passando por revisões para reenquadrá-las como novas espécies ou pertencentes a outros gêneros.
Existem até o momento 3 espécies de Camargoia catalogadas, são elas:
| Gênero    | Espécie              | Nome popular (se tiver)       | Pesquisador   |
| Camargoia | Camargoia camargoi   | Camargoia camargoi            | Moure, 1989   |
| Camargoia | Camargoia nordestina | mombuca-vermelha, moça-branca | Camargo, 1996 |
| Camargoia | Camargoia pilicornis | mombuca-vermelha, moça-branca | Ducke, 1910   |